# Spjuttjärnen, Västmanland
Spjuttjärnen är en sjö i Ljusnarsbergs kommun i Västmanland och ingår i Norrströms huvudavrinningsområde. Sjön har en area på 0,092 kvadratkilometer och ligger 180,3 meter över havet.

## Delavrinningsområde
Spjuttjärnen ingår i det delavrinningsområde (663904-144779) som SMHI kallar för Inloppet i Salbosjön. Medelhöjden är 192 meter över havet och ytan är 16,26 kvadratkilometer. Räknas de 7 avrinningsområdena uppströms in blir den ackumulerade arean 223,33 kvadratkilometer. Rällsälven (Nittälven) som avvattnar avrinningsområdet har biflödesordning 3, vilket innebär att vattnet flödar genom totalt 3 vattendrag innan det når havet efter 261 kilometer. Avrinningsområdet består mestadels av skog (68 procent) och sankmarker (27 procent). Avrinningsområdet har 0,11 kvadratkilometer vattenytor vilket ger det en sjöprocent på 0,7 procent.